# Sirma Guci
Sirma Guci (n. 11 mai 1960, Beidaud, Tulcea) este o poetă, textieră și compozitor de muzică aromână din România.